# Relax & Renew
『friday special part1 〜Relax & Renew〜』（フライデー・スペシャル・パートワン リラックス・アンド・リニュー）は、2008年10月3日から2009年3月27日までCROSS FMで放送されていたワイド番組である。
放送時間は毎週金曜 10:00 - 15:00 （日本標準時）。天神きらめき通りスタジオからの生放送。ナビゲーターは山本真理子で、内容は週末のエンターテインメント情報の紹介を主としていた。